# 育英公院
育英公院（いくえいこういん）は、朝鮮の首都ソウルに1886年に設立された英語学校。公立の近代式学校として最初のものと目される。1894年に廃止になるが、後に官立漢城外国語学校の母体になる。

## 育英公院設置の決定と教師の招聘
英語学校としては1883年に「同文学」という先駆的な学校がすでにあったが、同文学の事業は短いものであった。その在校生は育英公院の助教となるなど、同文学の経験は育英公院に引き継がれている。
育英公院の構想は1882年に結ばれた米朝修好通商条約の締結の返答として1883年に閔泳翊を代表とする朝鮮報聘使のアメリカ派遣に始まる。この時の視察報告により新式教育機関の設置が進言され、1884年9月、国王高宗は育英公院設置を許諾する。それを受けてフット(L.H.Foote)駐韓アメリカ公使は本国国務長官に若い教師の選抜・派遣を要請した。しかし、この計画の途中、12月に急進開化派のクーデター(甲申政変)が起こる。そのクーデターは失敗し急進開化派は撤退することになるが、開化事業自体は穏健開化派によって続けられた。
教師派遣の要請を受けたアメリカは内務省教育局(Commissioner of Education)が主管となり教員の選抜に当たった。外国に派遣する教師は宣教も兼ねて神学生が適当であろうとの判断からニューヨーク市のユニオン神学校(Union Theological Seminary)の学生から選抜することになった。そうして選ばれたのがハルバート(Homer. B. Hulbert)、ボーン(H. E. Bourne)、ギルモア(George W. Gilmore)である。甲申政変により出発が遅れたが、1885年4月に人選の選抜修了を朝鮮に報告した。合わせて給料の交渉があり、教師1人につき125ドルと旅費600ドル、更に帯妻者1人(ギルモア)の妻の旅費の支払いを要求する。朝鮮側はこれを受諾した。出発間近になってボーンが渡韓を抛棄し、代わりにバンカー(Delzell A. Bunker)が参加、ハルバートとギルモア夫妻の合わせて4人が渡韓する。彼等は1886年5月22日、アメリカを出発し6月12日頃横浜に到着、続いて7月4日に韓国に到着した。

## 育英公院の運営
教師の到着によりまず学校運営の指針を議論し、陽暦1886年9月17日、「育英公院設学節目」が制定される。講義は英語で行われ、教科書も英語のものが採用された。しかし学生達は最初はアルファベットも分からないため、同文学出身者が助教として通訳を担当した。これはしばらくして英語学習の効果が薄れるとして廃止される。育英公院は左院と右院のふたつの班に分かれ、左院は若い現職官吏から選抜され、右院は聡明な15〜20歳の若者から選抜された。運営費は戸曹と宣恵庁が半分ずつ負担した。試験は国王の前で行われた。
このように国家事業として進められた新式学校である育英公院であったが、学生は教師の期待するほどに熱心な態度を取らなかった。両班の子弟であるため学校には輿で入り、従僕を従えている生徒もいた。病や公務を言い訳にした欠席も多かった。一方、教師達は自らが受けたエリート教育を学生に注力しようとしたため、教師と学生間での衝突と不信任も問題となった。学生の立場から理由を考えれば、育英公院で英語や新知識を学んでも、結局科挙に及第しなければ出世ができないというジレンマがあった。即ち、出世を望むのであれば第一に勉強しなければならないのは科挙及第のための儒学だったのである。政府もこの問題を理解し、1889年には育英公院の学生に対し科挙試験において優遇策を取ったが(育英公院学員試講)、それも科挙の範疇を出るものではなかった。
1889年、2年の契約満了後、継続するか否かでなかなか決定が下りなかったが、継続することに決まる。しかし、ギルモアは給料が少ない事を理由に賃上げ(300ドル)を要求し、それが認められないと帰国した。それにより教師は2人になったので、結果として残った2人の賃金は引き上げられた(225ドル)。
1891年、再び契約が満期になる。この時には育英公院の効果が現れないがために政府と国王は興味を失っていた。結果、バンカーのみ3年の契約を結び、ハルバートは帰国する。その後、バンカーが独り教師として取り仕切るが、意欲が萎えたのか契約が終了する前、1894年2月に辞意を表明した。バンカーはその後培材学堂の教師になる。
バンカーが教師を辞めた後、4月に日本・神戸駐在アメリカ領事であったニンステッド(F. H. Nienstead)が育英公院教師として1年の契約を結んだ。更に江華島で英語を教えていたイギリス人ハチソン(W. du F. Hutchison)が学生を率いて教師になった。その結果、元々在籍していた学生4人と合わせて64人が育英公院で学ぶ事になる。しかし、1年後の契約満了時に朝鮮側は契約更新をしない事に決定し、育英公院は1895年4月25日に名目上廃止となった。同年5月10日、朝鮮政府は「外国語学校官制」を発布し官立英語学校を設立する。育英公院の学生はこの英語学校に移管し、また校舎も育英公院の建物をそのまま使用した。よって育英公院は官立英語学校に継承されたと言える。

## 学生
学生募集は1886年、1887年、1889年に行われ、入学者はそれぞれ35人、20人、57人の112人であった。育英公院出身者には後に総理大臣になる李完用、駐仏韓国公使を務める閔泳敦、駐英韓国公使であり第二次日韓協約に憤慨して殉職した李漢応などがいる。

## 註
1. ↑  최보영, 310-313頁。